# Fraser Patrick
Fraser Patrick (* 8. November 1985 in Glasgow) ist ein schottischer Snookerspieler. 2007 qualifizierte er sich erstmals für die Profitour und ab 2013 konnte er mit einer Unterbrechung seinen Profistatus bis 2023 halten.

## Karriere

### Einstieg ins Profisnooker
Bereits mit 14 Jahren vertrat Fraser Patrick Schottland bei der Europameisterschaft im schottischen Stirling, er schied aber mit 2:3 Siegen bereits in der Gruppenphase aus. Auch bei der an selber Stelle ausgetragenen Juniorenweltmeisterschaft überstand er ein Jahr später die Gruppenphase nicht. Von 2002 bis 2005 nahm er an den Turnieren der Challenge Tour – eine Qualifikationsturnier-Serie zur Snooker Main Tour – teil. Große Achtungserfolge blieben dabei aus, lediglich ein Achtelfinale konnte er erreichen. Auch in der Nachfolge-Turnierserie, der Pontin’s International Open Series 2005/06, konnte er keine besseren Ergebnisse erzielen.
2006 gewann er mit 20 Jahren durch einen 7:3-Finalsieg gegen Robert Stephen die schottische Landesmeisterschaft, im Jahr darauf verlor er den Titel knapp mit 6:7 an James McBain. Bei der Europameisterschaft 2006 erreichte er das Achtelfinale. Als einer der besten schottischen Spieler erhielt er danach die Nominierung des schottischen Verbands für die Saison 2007/08 auf der Main Tour. In seinem ersten Profijahr gelangen ihm lediglich beim Grand Prix 2007 vier Siege in der Gruppenphase (gegen Lee Walker, Paul Davies, Liu Chuang und Ian Preece). In allen übrigen Turnieren schied er bereits in der ersten Runde aus (gegen Leo Fernandez, Barry Hawkins, Liang Wenbo, Mark Joyce und dreimal gegen Matthew Selt). Somit konnte er seinen Verbleib auf der Main Tour nicht sichern.

### Zweiter Anlauf und mehrere Profijahre
Danach stellte der Schotte seine Ambitionen zurück und erst mit der Einführung der Q School 2011 versuchte er seinen Profistatus zurückzuerlangen. Sowohl 2011 als auch 2012 konnte er sich je einmal ins Finale seiner Gruppe vorspielen, musste sich dann jedoch Adam Wicheard bzw. Michael Wasley geschlagen geben. Trotzdem durfte er aufgrund seiner guten Q-School-Ergebnisse als Ersatzspieler mit Amateurstatus an den Turnieren der Snooker-Saison 2012/13 teilnehmen. Sein bestes Ergebnis erzielte er beim German Masters 2013: Mit Siegen über Michael White und Martin Gould konnte er sich für die Hauptrunde in Berlin qualifizieren. Dort führte er schon mit 3:1 gegen Ali Carter in der Runde der letzten 32, musste sich aber doch noch mit 3:5 geschlagen geben. Auch bei der Qualifikation zur Snookerweltmeisterschaft 2013 erzielte er mit dem 10:6 gegen Luca Brecel einen weiteren Achtungserfolg.
Danach konnte er sich beim dritten Q-School-Anlauf im dritten und damit letzten Turnier 2013 im Finale mit 4:3 gegen Ashley Carty durchsetzen und qualifizierte sich so erneut für die Main Tour. Diesmal erhielten alle Neuprofis ein Zweijahres-Tourticket. Die Snooker-Saison 2013/14 startete für Patrick wenig erfolgreich. Lediglich in drei Turnieren der Players Tour Championship (PTC) konnte er sich in die Runde der Letzten 64 spielen. Dort scheiterte er dann an John Astley, Jack Lisowski bzw. Robert Milkins. Bei allen großen Ranglistenturnieren verlor er bereits das Auftaktspiel. Deutlich besser verlief das zweite Jahr. Bereits beim ersten PTC-Turnier in Yixing erreichte er die dritte Runde, beim Wuxi Classic besiegte er in der Qualifikation Jimmy White und erreichte das Hauptturnier. Beim Paul Hunter Classic in Fürth besiegte er Stuart Bingham und Matthew Stevens und kam bis ins Achtelfinale, seinem besten Turnierergebnis bis dahin. Nachdem er bei der UK Championship mit Ryan Day einen weiteren Top-24-Spieler geschlagen und die Runde der Letzten 32 erreicht hatte, rückte er in der Weltrangliste bis auf Platz 75 vor. Ein kleinerer Erfolg ohne Auswirkung auf die Platzierung war der Einzug unter die Letzten 32 beim Snooker Shoot-Out, einem Sonderformat über einen Gewinnframe. Bis zum Saisonende kämpfte er darum, noch unter die Top 64 zu kommen, was ihm automatisch den Verbleib auf der Main Tour gesichert hätte, doch trotz weiterer Qualifikationssiege fehlte ein weiteres gutes Ranglistenergebnis und er blieb in diesem Bereich hängen. Allerdings war er bei zwei weiteren PTC-Turnieren unter die Letzten 32 gekommen. In der Tourwertung gehörte er damit zu den besten 8 noch nicht für die Main Tour qualifizierten Spielern und erhielt dadurch erneut für zwei Jahre die Startberechtigung bei den Profiturnieren.
Sein viertes Profijahr war aber wieder ein erheblicher Rückschlag. Das Erreichen der dritten Qualifikationsrunde beim Australian Goldfields Open 2015 war noch sein bestes Ergebnis. Sechsmal verlor er bei den Ranglistenturnieren sein Auftaktmatch. Und auch bei den Turnieren der Players Tour kam er in dieser Saison nie über die zweite Runde hinaus. Dies konnte er auch im folgenden Jahr nicht wettmachen. Zwei Qualifikationssiegen folgte eine Reihe von Auftaktniederlagen. Bei zwei Turnieren der Home Series, den English Open und den Northern Ireland Open, stand er zwar unter den Letzten 32, dann folgte aber wieder viermal das Erstrundenaus. Auch zwei weitere Siege im Endspurt der Saison 2016/17 brachten ihn nicht mehr unter die Top 100 der Rangliste, weshalb er zum zweiten Mal die Main Tour verlassen musste. Die anschließende Q-School-Teilnahme verlief mit insgesamt nur zwei Siegen enttäuschend.

### Ein Amateurjahr und Fortsetzung der Profikarriere ab 2019
Patrick konzentrierte sich danach wieder auf die Amateurturniere und erreichte bei der Europameisterschaft 2018 das Halbfinale. Er verlor gegen den späteren Sieger Harvey Chandler mit 2:6. Bei der WSF Championship 2018 kam er unter die Letzten 32. Schließlich holte er sich im selben Jahr mit 32 Jahren seinen zweiten nationalen Titel mit einem 7:4-Finalsieg über den Titelverteidiger Ross Vallance.
Nach den ermutigenden Ergebnissen nahm er 2019 erneut an der Q School teil. Im zweiten Turnier gelang ihm der Durchmarsch unter anderem gegen Andy Hicks und im entscheidenden Spiel gegen Sydney Wilson schaffte er die Wiederqualifikation für die Profitour zur Saison 2019/20. Der Neustart verlief aber enttäuschend und es gab zahlreiche deutliche Auftaktniederlagen. Erst beim European Masters Anfang 2020 gelang ihm sein erster Sieg und bis zum Saisonende kamen nur noch zwei weitere hinzu. Auch zu Beginn des zweiten Jahres besserte sich das nicht, einem Sieg beim nächsten European Masters standen reihenweise Niederlagen unter anderem gegen die Amateure Conor Benzey und Brian Ochoiski gegenüber. Erst als die Saison fast vorüber war, gelang ihm bei den Gibraltar Open mit dem ersten Einzug in die dritte Runde seit 5 Jahren ein Achtungserfolg. Doch auch nach dem Auftaktsieg bei der WM 2021 landete er in der Weltrangliste weit abgeschlagen außerhalb der Top 100 und verlor erneut den Profistatus. Aber bereits beim ersten Turnier der Q School 2021 kam er ins Viertelfinale und konnte mit einem Sieg über Bai Langning seine Tourzugehörigkeit um zwei weitere Jahre verlängern.
2021/22 folgte einem verhaltenen Start mit 3 Niederlagen und 2 Unentschieden Patricks bis dahin größter Erfolg. Bei den English Open  besiegte er mit Hossein Vafaei und Shaun Murphy zwei Topspieler und erreichte diesmal bei einem vollwertigen Ranglistenturnier das Achtelfinale. Das Ergebnis wiederholte er beim European Masters, wo er unter anderem Stuart Bingham und Martin Gould schlug. Darüber hinaus gab es aber nur Auftaktniederlagen, so dass von Platz 84 in die nächste Saison startete. Es gelangen ihm einige Achtungserfolge gegen erfahrene Spiele, unter anderem gegen Ken Doherty bei der UK Championship. Gegen den Top-10-Spieler Luca Brecel revanchierte er sich für die English-Open-Niederlage der Vorsaison. Aber nur bei den English Open 2022 kam er über die zweite Runde hinaus, und das begünstigt durch die Abwesenheit seines Gegners. Das bedeutete auch in der Summe wenig Punkte, so dass er sich in der Rangliste nicht mehr verbessern konnte und erneut in die Q School musste. Diesmal schied er aber in beiden Turnieren früh mit deutlichen Niederlagen aus und verlor zum dritten Mal den Profistatus.

## Erfolge
Ranglistenturniere:
- Achtelfinale: English Open (2021), European Masters (2022); Minor-Ranking-Turnier: Paul Hunter Classic (2014)

- Runde der Letzten 32: UK Championship (2014), German Masters (2013), English Open (2016, 2022), Northern Ireland Open (2016)

Qualifikationsturniere:
- Qualifikation (3×): Q School (2013 – Turnier 3, 2019 – Turnier 2, 2021 – Turnier 1)
- Finalist: Q School (2011 - Turnier 1, 2012 – Turnier 3)

Amateurturniere:
- Schottischer Meister (2006, 2018)
- Halbfinale: Europameisterschaft (2018)